# Ерудита
Ерудита је синоним за ученог, образованог, начитаног човека, склоном дубоком размишљању, дедукцији и контемплацији. Реч потиче од придева „ерудитан“ (лат. eruditus), што значи „начитан“, „учен“.
Особа се сматра ерудитом уколико читање и пуко познавање чињеница прати дубока контемплација, која поништава сировост и површност знања. Постоји битна дистинкција између особе која зна, која поседује дословно знање, има способност пуке репродукције информација и ерудите. Особа која се сматра ерудитом обично поседује опште образовање и склона је критичком размишљању и логичком закључивању. Одређене области познаје на основу конкретне литературе али и кроз читање великог броја књига, које су повезане са том темом, упоређивањем различитих становишта, личним истраживањем. 
Колоквијално, израз се може употребити да опише особу која познаје различите области повезане са општом културом, али може имати и уже значење. Ерудита правник поред познавања закона има увид у друштвено-историјски контекст закона и може познавати законе у другим културама. Ерудитом се сматра и особа која је изврстан стручњак у више области, изврстан познавалац више наука. Италијански песник Ђакомо Леопарди је био ерудита, он је читао и проучавао књижевне класике и био под утицајем бројних филозофа. Српски психијатар Владета Јеротић такође се може сматрати ерудитом, у својим књижевним делима и психотерапији примењује знања из психоанализе, медицине и теологије.